# Give It Away (canción)
«Give It Away» —en español, «Regálalo»— es una canción de la banda de rock alternativo estadounidense Red Hot Chili Peppers, perteneciente a su quinto álbum de estudio, Blood Sugar Sex Magik. Se lanzó como su sencillo principal en septiembre de 1991 a través de Warner Bros. Records. El guitarrista John Frusciante y el bajista Flea compusieron la música durante una jam session meses antes de la grabación del disco. El cantante Anthony Kiedis, por su parte, escribió la letra, que se relaciona con una experiencia compartida con su exnovia Nina Hagen acerca del altruismo y del valor de la generosidad.
Si bien varias emisoras de radio se negaron a transmitir la canción debido a que consideraban que no tenía melodía, «Give It Away» llegó a adquirir fama internacional. Llegó a la cima de la lista de Billboard Modern Rock Tracks a fines del mismo año y fue el primer sencillo número uno del grupo. Al año siguiente, se ubicó entre los setenta y cinco primeros lugares del Hot 100 de Billboard, debido al éxito del siguiente sencillo del álbum, «Under the Bridge». La canción también fue el primer éxito de la banda en llegar a los diez primeros lugares en las listas del Reino Unido, donde estuvo en el noveno puesto de la UK Singles Chart.
Su vídeo musical, dirigido por el cineasta francés Stéphane Sednaoui, recibió mucha difusión en canales de televisión tales como MTV y contribuyó al éxito de la banda. Desde su lanzamiento, el tema ha recibido numerosos premios, entre los que se incluye un Grammy en la categoría de mejor interpretación de hard rock con vocalista. Steven Huey, del sitio web especializado Allmusic, comentó que si bien el sencillo «no logró el éxito masivo y popular de su sucesor, "Under the Bridge", [...] se volvió una de las canciones de la banda más reconocibles al instante».

## Antecedentes y grabación
El guitarrista John Frusciante y el bajista Flea compusieron gran parte de «Give It Away» en jam sessions a principios de 1990. Tras la gira de la banda para promocionar Mother's Milk (1989), ambos participaron en un proyecto paralelo llamado H.A.T.E., junto con algunos de los integrantes de Fishbone. Durante su estadía en el grupo, crearon el riff principal y la línea de bajo para el tema. Tocaron el ritmo durante muchas presentaciones de H.A.T.E. poco tiempo después, pero cuando se separaron, Frusciante y Flea consideraron que sería apropiado para el siguiente disco de los Red Hot Chili Peppers. El vocalista Anthony Kiedis estuvo de acuerdo y tras haber escuchado al resto del grupo tocarlo, comenzó a cantar give it away, give it away, give it away now —«regálalo, regálalo, regálalo ahora»—. La frase había sido un elemento que intentó añadir a otra canción, pero solo encajó con la línea de bajo. Al respecto, afirmó: «Quedé tan impresionado con la parte de bajo de Flea, que usaba todo el diapasón del instrumento, que me levanté de un salto y me dirigí hacia el micrófono, llevando el cuaderno conmigo. Siempre tuve trozos de canciones e ideas, hasta frases específicas y aisladas en mi mente».
La grabación se llevó a cabo entre abril y junio de 1991 en el estudio The Mansion de Los Ángeles, California. Durante el proceso, se utilizó una forma de componer que la banda continuaría empleando en cada álbum después de Blood Sugar Sex Magik. Cuando el grupo tuvo dificultades para componer un puente, desarrolló un método que sus miembros denominaron coloquialmente «enfrentamientos». Si bien para ese momento ya se habían creado el estribillo y las estrofas, Flea y Frusciante no pudieron llegar a un acuerdo sobre los pasajes de guitarra o las progresiones del bajo, pero elaboraron por separado una parte de la canción; la banda luego eligió la más apropiada.

## Significado de la letra

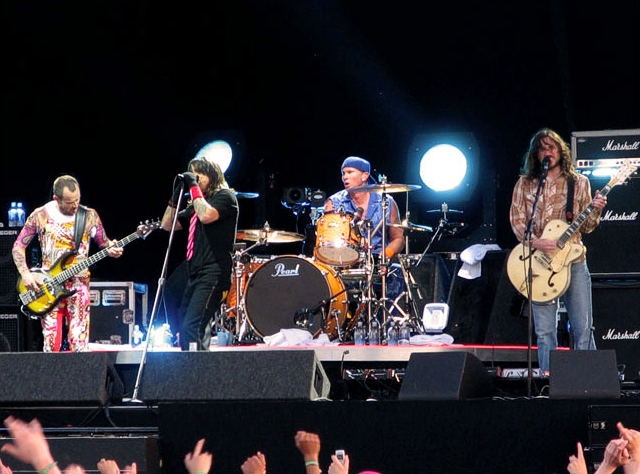
Los Red Hot Chili Peppers durante un concierto de 2006.

El mensaje de la letra de «Give It Away» gira en torno a la filosofía del desinterés y el altruismo. Su título proviene del verso del estribillo, relacionado con una experiencia que Kiedis tuvo con su exnovia, la cantante de punk rock Nina Hagen, a principios de la década de 1980. Hagen era varios años mayor que Kiedis, por lo que fue un modelo a seguir durante su etapa de adicción a la heroína y al respecto comentó que «ella se dio cuenta de lo joven e inexperto que era, así que siempre me dio consejos valiosos, no para sermonearme, sino aprovechando cualquier oportunidad para hacerlo». En una ocasión, cuando Kiedis revisaba el armario de la cantante, encontró una camiseta que le gustó y le comentó que era «realmente genial». Tras decir esto, Hagen le contestó que se la quedara; su generosidad se debía a los intentos constantes de hacer su vida más agradable. Asimismo, explicó al cantante que «si tienes un armario lleno de ropa y quieres quedártela toda, tu vida se volverá muy pequeña, pero si tienes un armario lleno y alguien encuentra algo que le gusta y se lo das, el mundo se vuelve un lugar mejor».
Esto afectó a Kiedis de forma significativa debido a que nunca había conocido una ideología sobre la vida tan reveladora. Por haber crecido en Los Ángeles, siempre había pensado de forma diferente a Hagen; en vez de regalar las posesiones materiales y tener una mente abierta, el vocalista consideraba que uno debía tomar lo que quisiera, ya que nadie se lo daría. En su lugar, adoptó la filosofía de la cantante y afirmó: «Fue toda una epifanía que alguien me diera su objeto favorito, me marcó para siempre. Cada vez que pensaba "debo quedármelo" recordaba: "No, debes regalarlo". Cuando comencé a asistir a encuentros [sobre el alcohol y las drogas], uno de los principios que aprendí es que para conservar la sobriedad hay que dársela a otro alcohólico que sufra. Cada vez que vacías tus venas de esa energía, otra más vital te inunda». La línea de bajo que Flea creó para la canción le recordó este episodio y consideró que encajaba a la perfección con dicho verso. En las estrofas, Kiedis se aleja de esta idea de generosidad y canta sobre varios temas, como el actor River Phoenix, el músico Bob Marley, la fertilidad y el deseo.

## Estilo musical y características
«Give It Away» posee un compás de cuatro por cuatro. Además, está en la tonalidad de la menor; el registro de Kiedis va desde la nota sol4 a la5 y el del bajo, desde mi2 a la4. La canción comienza con una melodía de guitarra «cortante» que presenta un estilo similar al del resto del álbum. El productor Rick Rubin tuvo una influencia considerable en el sonido de Blood Sugar Sex Magik, dado que quitó gran parte de la reverberación y las capas de guitarra que eran características del anterior álbum del grupo, Mother's Milk. Esto hizo que hubiera acordes de dicho instrumento y de bajo más simples y cortantes, a los que no se añadieron efectos; los que se agregaron fueron creados con aparatos típicos de las décadas de 1960 y 1970. Tanto para «Give It Away», como para el resto del álbum, Rubin buscó conseguir una atmósfera similar a una grabación de 1960 hecha sin pensar en el comercio ni en la viabilidad, además de restarle importancia a los sonidos «intensos». El productor mencionó que «lo que oyes es lo que captas, no hay grandes trucos. Mucha gente quiere el sonido más intenso, con paredes de guitarra y una batería impresionante, pero no creo que eso importe». La canción posee una estructura tradicional de «estrofa-estribillo-estrofa»; cuando Kiedis comienza a cantar, Frusciante toca un riff de funk que se repite en las estrofas, mientras Flea ejecuta una línea de bajo compleja que utiliza prácticamente todo el diapasón del instrumento.
En el estribillo, Kiedis canta Give it away, give it away, give it away now repetidas veces, acompañado por un riff de guitarra rápido mientras Frusciante aporta, según Steve Huey de Allmusic, «un contraste repentino ante la hiperactividad de Kiedis con un solo lánguido pregrabado y grabado a la inversa sobre la pista del ritmo». El solo se grabó en una toma debido a que Frusciante había desarrollado la preferencia por tocar rápidamente y según sus sentimientos se lo indicaran; según Flea: «Hicimos pocas correcciones, la filosofía de John era que solamente tocaría un solo dos veces. Lo tocaría una vez y si a él o a nosotros no nos gustaba lo haría de vuelta, completamente diferente y eso era todo». La canción también presenta otros instrumentos, como el arpa de boca, ejecutada por un amigo de la banda, Pete Weiss. Tras varias estrofas y estribillos se llega a un puente introductorio a la conclusión, consistente en «un riff de hard rock» que, según Huey, presenta un gran parecido con el del tema de Black Sabbath «Sweet Leaf», de su álbum de 1971 Master of Reality. Kiedis repite Give it away now varias veces, antes de que la guitarra, el bajo y la batería lleguen a un final abrupto.

## Lanzamiento y recepción

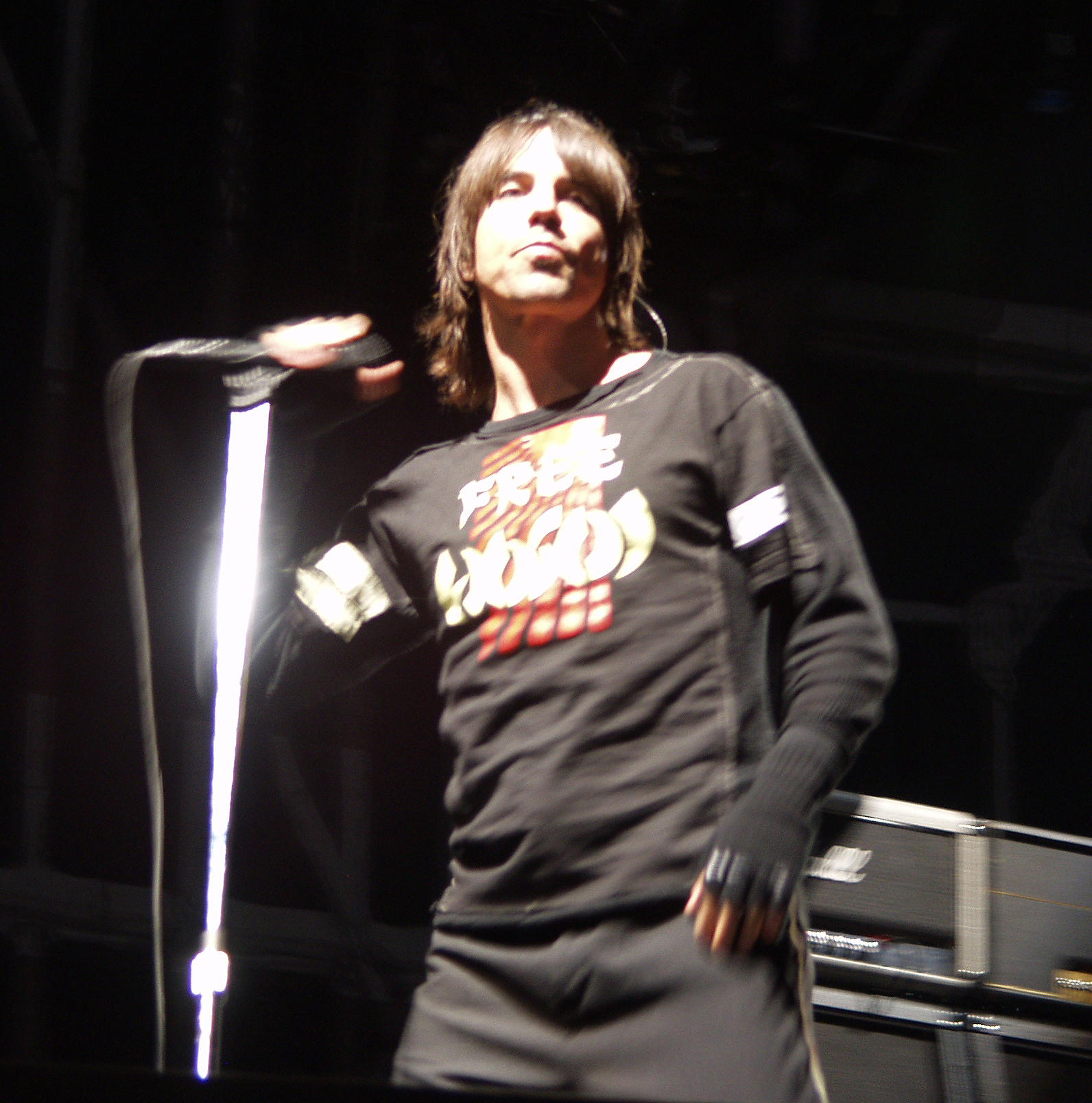
El cantante Anthony Kiedis durante un concierto en 2003.

«Give It Away» se lanzó como el sencillo principal de Blood Sugar Sex Magik a principios de septiembre de 1991, poco antes de que el álbum saliera a la venta. Warner Bros. Records buscó promocionarlo en una emisora de radio popular en Texas, pero esta se negó a transmitirlo y le dijo a los empleados de la discográfica que «regresen cuando tengan una melodía en su canción». La banda luego realizó una serie de conferencias de prensa a lo largo de Europa para promocionar el disco; fue en este momento cuando KROQ-FM, una emisora de rock alternativo con sede en Los Ángeles, comenzó a dar gran difusión al tema. Según Kiedis «ese fue el comienzo de la infusión de estas canciones en el conocimiento popular». Según Michael Heatley, autor de Rock & Pop: la guía completa, Steven Tyler, el cantante de Aerosmith, consideraba que los Red Hot Chili Peppers eran «jodidamente buenos» y la canción les había dado una popularidad «que sólo la adicción a las drogas parecía capaz de destruir». La carátula del maxisencillo consistió en un niño dibujado al estilo oriental sosteniendo un dragón y rodeado de frutas, flores y peces, mientras que en la contratapa, de fondo negro, se detallaban las canciones que contenía y el CD presentaba caricaturas de personas tomándose de las manos y formando una ronda.
La recepción crítica de la canción fue muy positiva, de forma similar a la del álbum. Jeff Vice de Deseret News comentó que «este primer sencillo dinámico, que rinde homenaje a Bob Marley, podría iniciar una nueva tendencia musical con su brillante funk rasta». Patrick MacDonald de The Seattle Times comentó que «[Blood Sugar Sex Magik] incluye una de las mejores canciones que los Peppers hayan hecho jamás, "Give It Away", el primer sencillo. El hook es irresistible y el mensaje, acerca del "exceso material", se transmite de forma simple y directa». Steve Huey, de Allmusic, opinó que la letra de Kiedis hacía destacar la canción y que consistía en «una asociación libre de energía positiva, tributos a héroes musicales y amor libre, [cuyo] significado literal es a veces difícil de comprender por la pronunciación nasal y entrecortada. [...] Pero este estilo vocal distintivo ha ayudado a que los versos más comprensibles sean aún más pegadizos y memorables, para así aumentar el atractivo de la canción». Además, elogió la música del tema y comentó: «La guitarra de John Frusciante no se debería menospreciar; su labor de funk rock ruidosa [y] chirriante añade profundidad y textura a la sección de ritmos arrolladora de Flea y Chad Smith». Jay Clarke, de Richmond Times-Dispatch consideró que «Give It Away» es «un viaje al mundo funk de Kiedis y Flea. La canción es tan estimulante como el heavy metal más pesado o el rap más agresivo».

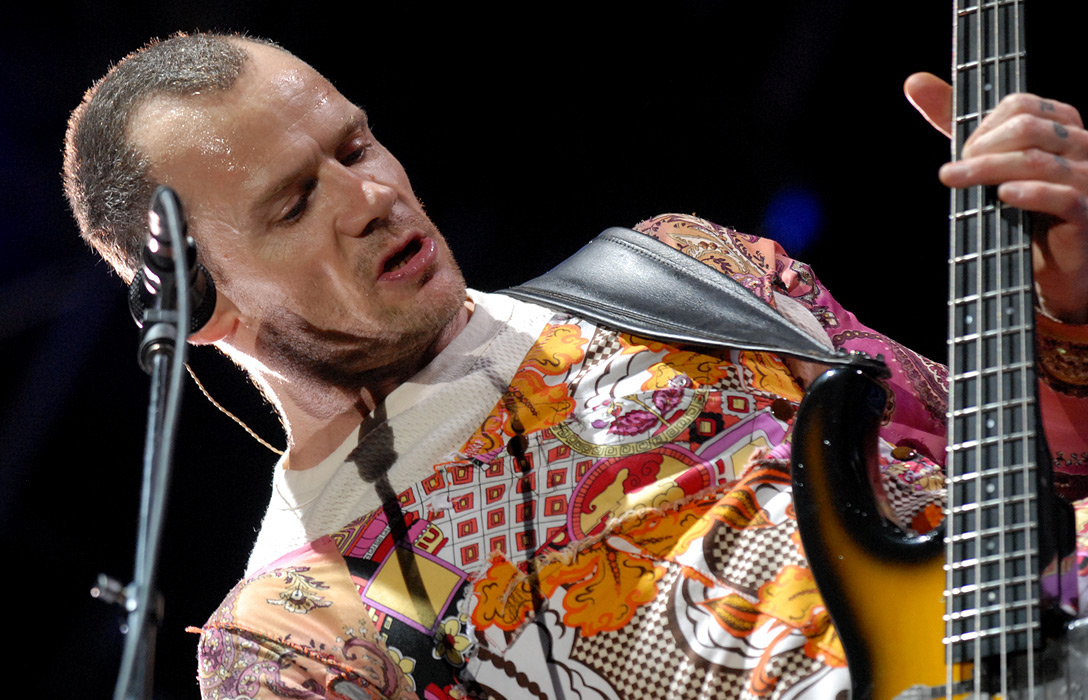
El bajista Flea durante un festival de 2006.

Tom Moon, de Rolling Stone, mencionó: «La azotadora "Give It Away" [...] estableció un patrón para el rock, pautado por la implacabilidad rítmica del hip-hop, que sería apropiado para todos». El sitio web de crítica PopMatters comentó: «En 1991 el grunge estaba asumiendo su corona y los dos sencillos —"Under the Bridge" y "Give It Away"— hicieron que [los Red Hot Chili Peppers] sean los herederos del trono. Estos cuatro muchachos de Los Ángeles, con medias en su pene, cabello largo y torsos tatuados, eran la peor pesadilla de rock and roll para una madre y el sueño de estrella del rock de cualquier adolescente». Charis Blyth, de la BBC, destacó el contenido sexual del álbum y comentó que canciones como «Suck My Kiss», «Sir Psycho Sexy» y «Give It Away» «no sólo contienen insinuaciones, sino imágenes sexuales puras». Tim Grierson del sitio About.com coincidió con esta idea y llamó al tema «una oda casi mística sobre el sexo». Por su parte, la página de críticas Clasic Rock Review lo describió como «un [tema de] rap muy simple y pegadizo que hizo que el álbum recibiera atención masiva en el otoño de 1991». Tom King, autor de Red Hot Chilli Peppers - Uncensored on the Record calificó la canción con cinco estrellas y mencionó que «"Give It Away" dio al público una dosis de los aspectos suaves y duros de la banda. Genial». La revista Spin mencionó que «este tipo de mentalidad ultra abierta se refleja en el espectro de sonidos que Frusciante aporta al nuevo álbum: desde la línea melódica fuerte del tema que da nombre al disco hasta el [...] solo a la inversa de "Give It Away", al estilo Robert Fripp [...]». Dicha publicación realizó una encuesta entre sus lectores para definir el «mejor sencillo» en junio del año siguiente, en la que la canción estuvo en el tercer lugar y recibió el 4,9% de los votos.
Desde su lanzamiento, obtuvo muchos reconocimientos y contribuyó al éxito de los Red Hot Chili Peppers; sobre esto, Kiedis comentó que «sabíamos que era un punto de inflexión para nosotros». La canción figuró en el episodio de la serie Los Simpson «Krusty Gets Kancelled», donde Krusty el payaso invita a los miembros de la banda a su programa. El humorista estadounidense "Weird Al" Yankovic realizó una parodia del tema titulada «Bedrock Anthem», que no agradó a Flea. En 1992, en la 34.º ceremonia de los premios Grammy, «Give It Away» recibió un premio en la categoría de mejor interpretación de hard rock con vocalista. En 1994, se incluyó al tema en la lista de las «500 canciones que dieron forma al rock», elaborada por el Salón de la Fama del Rock; en 2002, la revista Kerrang! lo ubicó en el puesto 67 de su lista de los «100 mejores sencillos de todos los tiempos»; en 2004, Q la colocó en su lista de las «1001 canciones que debes tener» y VH1 lo colocó en su lista de 2009 de las «100 mejores canciones de hard rock». Asimismo, el sitio About.com la consideró una de las «10 canciones esenciales del rap-rock», así como la cuarta mejor del grupo.

## Vídeo musical

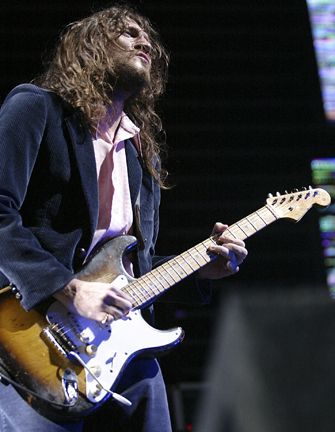
El guitarrista John Frusciante durante un concierto en agosto de 2006.

El fotógrafo de moda francés Stéphane Sednaoui fue el director del vídeo musical para «Give It Away». Kiedis quería que fuera distintivo y fácil de identificar, pero no le agradó el material que Warner Bros. Records le dio para elegir. Comentó al respecto: «Empecé a mirar trabajos y trabajos y trabajos de directores de vídeo, pero ninguno me parecía bien; todo era la misma mierda, aburrida, homogénea y artificial». Tras haber encontrado una filmación de Sednaoui, Kiedis mencionó que «era diferente a todo, suave y poética, filmada en blanco y negro. Lucía como arte auténtico, no como algo grabado para MTV». Junto con Flea, se reunieron para hablar sobre el vídeo, para el que propuso utilizar un «paisaje desolado pero muy gráfico» y enfocarse en los miembros de la banda con poca o nula interferencia exterior. Se decidió que el vídeo estaría filmado en blanco y negro cuando Sednaoui tuvo la idea de pintar a los miembros de la banda con pintura acrílica plateada, una técnica que había utilizado en otras fotografías. El director afirmó que estuvo «impresionado por lo que [el grupo] me dio, porque fueron muchísimo más lejos de lo que esperaba y creo que fue una de mis mejores experiencias en este tipo de trabajo». Se buscó además que el vídeo fuera una representación de la atmósfera que caracteriza la canción, alegre y animada.
Sednaoui experimentó con una variedad de técnicas cinematográficas que incluyen objetivos gran angulares, planos nadir, superposición, planos cortados verticalmente que muestran distintos ángulos de la misma toma, efectos de inversión, iluminación múltiple y ropa llamativa para lograr su objetivo. Frusciante se dio cuenta de que era extremadamente enérgico y desbordante y comentó: «Cuando estábamos pintándonos de plateado, usábamos esas botas plateadas y demás, parecía glam rock o algo similar». El vídeo comienza con un plano gran angular de Flea en el desierto, usando pantalones con una serie de cuernos dispuestos en cada pierna. Se ve al bajista en una actitud contemplativa y lleva sus brazos por encima de su cabeza cuando la música comienza a sonar. El vídeo luego realiza una transición entre varios planos editados conjuntamente, que consisten en imágenes de los cuatro integrantes de la banda de pie con ojos cerrados y en un espacio poco iluminado, una vista desde abajo de Frusciante tocando una Fender Stratocaster plateada entre sus piernas, cubiertas con pantalones hechos de pedacitos de espejos y el grupo haciendo movimientos frente a la cámara y danzando. Kiedis adoptó, de manera deliberada, un vestuario extravagante que incluía labial dorado, trenzas finas, pantalones cortos y botas plateadas brillantes.
Durante el solo de guitarra a la inversa, Frusciante aparece filmado ondeando una cinta de aluminio; Kiedis al principio era reticente a esto y afirmó que «le hubiera dicho al director: "Jódete, saca esa cinta de baile y métetela por tu trasero francés, amigo", pero [a Frusciante] le encantó y le hizo el amor al aire con esa cinta de baile. Habría pasado horas bailando con esa cosa». Los planos que acompañan al solo se editaron a la inversa, para que se complementaran. Si bien algunas de las escenas se habían planeado en un guion, muchas se improvisaron o se inventaron al momento de la filmación, que duró dos días. En una escena particular, Kiedis comenzó a mover su lengua llamativamente para acentuar más la pronunciación de la letra y Sednaoui consideró que eso era muy benéfico para el vídeo, dada su naturaleza enérgica. Si bien comienza en lo que sería el día, finaliza con las figuras de los miembros de la banda corriendo hacia el sol poniente.
Cuando el cantante lo vio por primera vez, «estaba, de una manera histérica, más emocionado por el vídeo que por nada que [la banda] haya hecho antes». Sin embargo, los ejecutivos de Warner Bros. Records se preocuparon, dado que el contenido podría resultar «demasiado extraño» o «demasiado artístico» para el público general y apoyaban una idea más tradicional en lugar del enfoque experimental de Sednaoui. El vídeo se lanzó sin que la discográfica lo editara; desde ese momento, se lo ha considerado un factor importante para el éxito de los Red Hot Chili Peppers, así como para su popularidad internacional. El periodista Jeff Apter destacó sobre el vídeo que la «mezcla de apariencias ridículas, un hook sutilmente invasivo, la línea de bajo para dedos alargados de Flea y los pantalones cortos ajustados a la entrepierna de Kiedis hicieron que [...] sea esencial verlo en MTV en los últimos meses de 1991». La edición argentina de Rolling Stone opinó que el vídeo es el mejor de la banda y comentó al respecto que «al público le encantó, y "Give It Away" se convirtió en un gran éxito que posicionó a Blood Sugar Sex Magik como candidato a mejor disco de su carrera». Steve Huey, de Allmusic, comentó en su reseña sobre la canción que «MTV volvió muy popular al visualmente distintivo vídeo». Estuvo nominado a los premios de «mejor vídeo alternativo», «vídeo innovador» y «mejor dirección artística» en la edición de 1992 de los MTV Video Music Awards y ganó en las últimas dos categorías.

## Formatos y lista de canciones
| Maxisencillo en CD o digipak (Estados Unidos) |                                      |          |  |
| N.º                                           | Título                               | Duración |  |
| 1.                                            | «Give It Away (mezcla del sencillo)» | 4:48     |  |
| 2.                                            | «Give It Away (mezcla de 12")»       | 6:04     |  |
| 3.                                            | «Search And Destroy»                 | 3:41     |  |
| 4.                                            | «Give It Away (mezcla rasta)»        | 6:49     |  |
| 5.                                            | «Give It Away (versión del álbum)»   | 4:43     |  |

| EP (Japón) |                                      |          |  |
| N.º        | Título                               | Duración |  |
| 1.         | «Give It Away (mezcla del sencillo)» | 4:48     |  |
| 2.         | «Give It Away (mezcla de 12")»       | 6:04     |  |
| 3.         | «Search And Destroy»                 | 3:41     |  |
| 4.         | «Give It Away (mezcla rasta)»        | 6:49     |  |
| 5.         | «Give It Away (versión del álbum)»   | 4:43     |  |
| 6.         | «Soul to Squeeze»                    | 4:53     |  |

| Sencillo 12" (Europa) |                                |          |  |
| N.º                   | Título                         | Duración |  |
| 1.                    | «Give It Away (mezcla de 12")» | 6:04     |  |
| 2.                    | «Give It Away (mezcla rasta)»  | 6:49     |  |

| Versión promocional 12" (Estados Unidos) |                                      |          |  |
| N.º                                      | Título                               | Duración |  |
| 1.                                       | «Give It Away (mezcla de 12")»       | 6:04     |  |
| 2.                                       | «Give It Away (mezcla del sencillo)» | 4:48     |  |
| 3.                                       | «Give It Away (mezcla rasta)»        | 6:49     |  |

| Maxisencillo (Europa) |                                 |          |  |
| N.º                   | Título                          | Duración |  |
| 1.                    | «Give It Away (versión del LP)» | 4:43     |  |
| 2.                    | «Search And Destroy»            | 3:34     |  |
| 3.                    | «Soul to Squeeze»               | 4:50     |  |

| Doble maxisencillo (Alemania), edición limitada |                                                          |          |  |
| N.º                                             | Título                                                   | Duración |  |
| 1.                                              | «Give It Away (mezcla del sencillo)»                     | 4:48     |  |
| 2.                                              | «Give It Away (mezcla de 12")»                           | 6:04     |  |
| 3.                                              | «Give It Away (mezcla rasta)»                            | 6:49     |  |
| 4.                                              | «Soul to Squeeze»                                        | 4:53     |  |
| 5.                                              | «Give It Away (edición)»                                 | 3:46     |  |
| 6.                                              | «If You Have To Ask (mezcla Friday Night Fever Blister)» | 6:34     |  |
| 7.                                              | «If You Have To Ask (mezcla Scott & Garth)»              | 7:12     |  |
| 8.                                              | «Nobody Weird Like Me (Live)»                            | 5:03     |  |

## Posiciones en las listas
| Lista (1991)                       | Posición más alta |
| ---------------------------------- | ----------------- |
| Australia (ARIA Singles Chart)     | 41                |
| Francia (SNEP)                     | 49                |
| Irlanda                            | 19                |
| Reino Unido (UK Singles Chart)     | 9                 |
| Estados Unidos (Billboard Hot 100) | 73                |
| Billboard Modern Rock Tracks       | 1                 |